# Attagenus rossii
Attagenus rossii là một loài bọ cánh cứng trong họ Dermestidae. Loài này được Ganglbauer miêu tả khoa học năm 1904.